# Глядень (Алтайский край)
Глядень (также Глядень-1, Лихтфельде) — село в Благовещенском районе Алтайского края России. Административный центр Гляденьского сельсовета. Немецкое название по молочанской колонии Лихтфельде.
Расположено в Кулундинской степи, в 37 километрах от посёлка городского типа Благовещенка.

## История
Основали село в 1908 году меннониты-переселенцы из Таврической губернии, позже селились меннониты из других мест. Вместе с немцами также переселялись украинцы. Были образованы ещё три села Глядень-2, Глядень-3 и Глядень-4.
В 1909 году была открыта первая начальная школа на немецком языке. В 1910 году построили общественную школу. В посёлке избирался сельский староста, спорные вопросы решались на сельском сходе.
В 1928 году организован колхоз «Морген Рот».
В 70-х-80-х годах XX века он был одним из самых крепких хозяйств Благовещенского района, но в 1990-х многие коренные жители эмигрировали в Германию. Сейчас в сёлах насчитывается не более 15 процентов старожилов.

## Население
Динамика численности населения по годам:
| 1926 |
| ---- |
| 242  |

| 1997 | 1998 | 1999 | 2000 | 2001 | 2002 | 2003 |
| ---- | ---- | ---- | ---- | ---- | ---- | ---- |
| 940  | ↘904 | ↘894 | ↗961 | ↘900 | ↗944 | ↘860 |
| 2004 | 2005 | 2006 | 2007 | 2008 | 2009 | 2010 |
| ↗913 | ↘829 | ↘823 | ↗827 | ↘810 | ↗819 | ↘736 |
| 2011 | 2012 | 2013 |      |      |      |      |
| ↘734 | ↘715 | ↘684 |      |      |      |      |

## Экономика и социальная сфера
В селе работают сельскохозяйственные производственные кооперативы: агрофирма «Нива, СПКА «Гляденьский», СПК «Восход» и др., крестьянско-фермерские хозяйства. Учреждение клубного типа, в котором расположены библиотека и архив, «Гляденьский Центр культуры и досуга». Есть общеобразовательная школа, амбулатория, аптека. 